# Lift Me Up (canción de Moby)
«Lift Me Up» es una canción del estadounidense Moby, lanzada como sencillo el 28 de febrero de 2005.
Pertenece al disco Hotel el séptimo disco de estudio de Moby, producido y escrito él. Mezclado y masterizado por él mismo y Brian Sperber. Tiene un video dirigido por Evan Bernard grabado el 13 de enero de 2005, en Nueva York, y en se ve a Moby tocando la  guitarra con un grupo de rock. Para el video muchos de sus fanes fueron especialmente invitados.
Lift Me Up es cantada con Laura Dawn y en teclados acompañado por el batería Scott Fassetto.
La canción fue incluida en la lista de las 100 mejores canciones del siglo XXI de la revista Rolling Stone en el puesto 86. La canción estuvo por 202 semanas en 15 diferentes ranking.